# Dendrochilum cinnabarinum
Dendrochilum cinnabarinum är en orkidéart som beskrevs av Ernst Hugo Heinrich Pfitzer. Dendrochilum cinnabarinum ingår i släktet Dendrochilum och familjen orkidéer.

## Underarter
Arten delas in i följande underarter:
- D. c. cinnabarinum
- D. c. sanguineum